# Konradsreuth
Konradsreuth Köditz er en kommune i Landkreis Hof i den nordøstlige del af den bayerske regierungsbezirk Oberfranken i det sydlige Tyskland. Den ligger mellem Münchberg og Hof (Saale).

## Geografi
Konradsreuth ligger mellem Frankenwald og Fichtelgebirge og er gennemskåret af højsletten Münchberger Gneisplatte.

### Inddeling
Der er 36 landsbyer og bebyggelser i kommunen:
| - Ahornberg - Berg - Birkenhof - Brand - Eckardsreuth - Engel - Frauenhof - Föhrenreuth - Glänzlamühle - Gläsel - Gottschalk - Hollareuth | - Jägerhaus - Klausenhof - Konradsreuth - Lerchenberg - Martinsreuth - Maschinenhaus (Waldlust) - Modlitz - Neudörflein - Oberpferdt - Pretschenreuth - Reuthlas - Ringlasmühle | - Schallershof - Schallersreuth - Schwarzenfurth - Schödelshöhe - Silberbach - Steinmühle - Stiftsgrün - Unterpferdt - Walburgisreuth - Weißlenreuth - Wendlershof - Wölbersbach |